# چارکوه
چارکوه یا چهارکوه جماعت و شهرکی در شمال شرقی تاجیکستان است که در ناحیهٔ اسفره ولایت سغد قرار دارد. جمعیت این جماعت ۲۸٬۸۴۶ نفر است.